# 刘纪麟
刘纪麟（1926年3月5日—2018年10月5日），男，湖北天门人，中国玉米遗传育种学家、农业教育家，曾任华中农业大学教授、博士生导师。